# Wydział Prawa i Administracji Uniwersytetu Warmińsko-Mazurskiego
Wydział Prawa i Administracji Uniwersytetu Warmińsko-Mazurskiego (WPiA) – założony w 2001 wydział Uniwersytetu Warmińsko-Mazurskiego w Olsztynie kształcący w trybie stacjonarnym i niestacjonarnym na 5 kierunkach.
W 2018 Komitet Ewaluacji Jednostek Naukowych przyznał wydziałowi kategorię B.

## Historia Wydziału
Wydział Prawa i Administracji formalnie powstał 1 września 2001 roku. Pierwszą jednostką organizacyjną, która w procesie zmian doprowadziła do jego utworzenia, była Katedra Prawa i Samorządu Terytorialnego, powstała w 1993 roku w strukturze Wydziału Humanistycznego ówczesnej Wyższej Szkoły Pedagogicznej. Następnie na tym Wydziale utworzono w 1994 roku kierunek Administracja, czym zaczęto szkolić przyszłych administratywistów. Następnie zaczął się proces pozyskania kadry naukowej i współpracy z nowo tworzoną jednostką samodzielnych pracowników naukowych. Już po dwóch latach działalności Katedra zatrudniała 5 profesorów zwyczajnych i tytularnych oraz 4 adiunktów i asystentów. 1 marca 1996 roku, na bazie Katedry utworzono Instytut Prawa i Samorządu Terytorialnego, który z kolei 1 lutego 1998 roku został przemianowany na Instytut Prawa i Administracji, pozostając niezmiennie w strukturze Wydziału Humanistycznego WSP. W tym okresie nastąpił wzrost liczby pracowników naukowych. Kadrowe wzmocnienie Instytutu znalazło odzwierciedlenie we wzrastającej liczbie zrealizowanych projektów badawczych.
Połączenie trzech uczelni wyższych Akademii Rolniczo-Technicznej, Wyższej Szkoły Pedagogicznej oraz Warmińskiego Instytutu Teologicznego i utworzenie 1 września 1999 r. Uniwersytetu Warmińsko-Mazurskiego było dogodnym momentem dla organizacyjnego zaakcentowania wzrastającej roli Instytutu. Stąd też przy zrozumieniu władz Wydziału Humanistycznego przekształcanej Wyższej Szkoły Pedagogicznej, Instytut Prawa i Administracji opuścił jego strukturę, łącząc się z Wydziałem Zarządzania byłej Akademii Rolniczo–Technicznej. W wyniku tego utworzony został Wydział Zarządzania i Administracji, w którym Instytut ten stanowił jeden z zasadniczych podmiotów organizacyjnych z dwoma kierunkami naukowo–dydaktycznymi: prawa oraz administracji.
Po procesie przekształcenia Wydziału nastąpiły wybory nowych władz Wydziału i Instytutu. Na Wydziale Zarządzania i Administracji stanowisko prodziekana objął dr hab. Stanisław Pikulski, któremu na początku 2000 roku rektor powierzył funkcję pełnomocnika ds. powołania Wydziału Prawa i Administracji. 6 czerwca 2001 roku Instytutu Prawa i Administracji po podjęciu uchwały o zaprzestaniu funkcjonowania struktur Instytutu w ramach Wydziału Zarządzania i Administracji podjęto wdrożenie procedur prowadzących do przekształcenia tej jednostki w Wydział Prawa i Administracji. Następnie Senat UWM uchwałą z 10 lipca 2001 roku utworzył Wydział Prawa i Administracji, która zaczęła obowiązywać z dniem 1 września 2001 roku.
Od 2008 r. Wydział posiada prawa akademickie do nadawania stopnia naukowego doktora w dziedzinie nauk prawnych w dyscyplinie prawo. 1 października 2010 r. na Wydziale uruchomiony został kierunek Bezpieczeństwo wewnętrzne. Natomiast w 2015 r. Wydział otrzymał uprawnienia habilitacyjne w dziedzinie nauk prawnych. 3 października 2016 r. został uruchomiony kierunek administracja i cyfryzacja, którego program studiów w 2017 roku otrzymał dwa wyróżnienia w zakresie innowacyjności. W 2020 roku rozpoczęto budowę nowego budynku Wydziału Prawa i Administracji, który ma zostać oddany do użytku w 2023 roku.
W roku 2020 został uruchomiony kierunek kryminologia, a w 2022 roku doradztwo podatkowe.

## Kierunki kształcenia
Dostępne kierunki:
- Administracja (studia I i II stopnia)
- Bezpieczeństwo wewnętrzne (studia I i II stopnia)
- Doradztwo podatkowe (studia I stopnia)
- Kryminologia (studia I i II stopnia)
- Prawo (studia jednolite magisterskie)

## Poczet dziekanów
1. prof. dr hab. Stanisław Pikulski (2001–2008)
2. prof. dr hab. Bronisław Sitek (2008–2013)
3. p.o. dr hab. Piotr Krajewski (2013)
4. prof. dr hab. Stanisław Pikulski (2013–2016)
5. prof. dr hab. Jerzy Kasprzak (2016–2018)
6. ks. dr hab. Mieczysław Różański (2018–2019)
7. dr hab. Jarosław Dobkowski (2019–2024)
8. dr hab. Krystyna Szczechowicz (od 2024)

## Władze wydziału
W kadencji 2024–2028:
| Stanowisko                 | Imię i nazwisko                |
| -------------------------- | ------------------------------ |
| Dziekan                    | dr hab. Krystyna Szczechowicz  |
| Prodziekan ds. Studenckich | dr Robert Dziembowski          |
| Prodziekan ds. Rozwoju     | dr Szymon Kisiel               |
| Prodziekan ds. Kształcenia | dr hab. Marta Romańczuk-Grącka |

## Struktura organizacyjna
| Katedra                                                                | Kierownik                          |
| ---------------------------------------------------------------------- | ---------------------------------- |
| Katedra Kryminologii i Kryminalistyki                                  | prof. dr hab. Wiesław Pływaczewski |
| Katedra Postępowania Cywilnego i Ochrony Prawnej                       | dr hab. Maciej Rzewuski            |
| Katedra Postępowania Karnego i Prawa Karnego Wykonawczego              | dr hab. Krystyna Szczechowicz      |
| Katedra Prawa Administracyjnego i Nauk o Bezpieczeństwie               | dr hab. Jarosław Dobkowski         |
| Katedra Prawa Cywilnego i Prawa Prywatnego Międzynarodowego            | dr hab. Adam Bieranowski           |
| Katedra Prawa Finansowego i Prawa Podatkowego                          | prof. dr hab. Bogumił Pahl         |
| Katedra Prawa Gospodarczego i Prawa Handlowego                         | dr hab. Jakub Zięty                |
| Katedra Prawa Karnego i Prawa Wykroczeń                                | prof. dr hab. Wojciech Cieślak     |
| Katedra Prawa Konstytucyjnego i Nauki o Państwie                       | p.o. dr hab. Joanna Juchniewicz    |
| Katedra Prawa Międzynarodowego Publicznego i Prawa Unii Europejskiej   | prof. dr hab. Piotr Krajewski      |
| Katedra Prawa Pracy i Prawa Socjalnego                                 | dr hab. Małgorzata Czuryk          |
| Katedra Teorii i Historii Prawa                                        | dr hab. Adam Zienkiewicz           |
| Katedra Postępowania Administracyjnego i Sądownictwa Administracyjnego | dr hab. Agnieszka Skóra            |